# Ministère des Sports (Luxembourg)
Pour les autres articles nationaux ou selon les autres juridictions, voir ministère des Sports.
Au Grand-Duché de Luxembourg, le ministère des Sports (en luxembourgeois : Sportsministère et en allemand : Ministerium für Sport) est chargé de toutes les questions liées au sport.
L'État soutient le sport dans la réalisation de ses objectifs principaux qui sont le maintien ou l'amélioration de la santé, l'épanouissement de la personnalité, l'intégration sociale et le développement des relations en société, ainsi que l'obtention de résultats en compétition à tous les niveaux. Il soutient enfin le mouvement sportif dans la protection des bases éthiques du sport.

## Titulaires depuis 1945
| Nom | Nom | Nom                                            | Dates du mandat | Dates du mandat | Parti | Gouvernement(s)                      |
| --- | --- | ---------------------------------------------- | --------------- | --------------- | ----- | ------------------------------------ |
| |     | Charles Marx                                   | 14/11/1945      | 13/06/1946      | KPL   | Union nationale                      |
| |     | Dominique Urbany                               | 22/06/1946      | 01/03/1947      | KPL   | Union nationale                      |
| |     | Eugène Schaus                                  | 01/03/1947      | 03/07/1951      | GD    | Dupong-Schaus                        |
| |     | Victor Bodson                                  | 03/07/1951      | 02/03/1959      | LSAP  | Dupong-Bodson Bech-Bodson Frieden    |
| |     | Robert Schaffner (lb)                          | 02/03/1959      | 15/07/1964      | DP    | Werner-Schaus I                      |
| |     | Henry Cravatte (Vice-Premier ministre)         | 15/07/1964      | 01/02/1969      | LSAP  | Werner-Cravatte                      |
| |     | Gaston Thorn (Premier ministre de 1974 à 1977) | 01/02/1969      | 16/09/1977      | DP    | Werner-Schaus II Thorn-Vouel-Berg    |
| |     | Émile Krieps (lb)                              | 16/09/1977      | 20/07/1984      | DP    | Thorn-Vouel-Berg Werner-Thorn-Flesch |
| |     | Marc Fischbach                                 | 20/07/1984      | 14/07/1989      | CSV   | Santer-Poos I                        |
| |     | Johny Lahure (lb)                              | 14/07/1989      | 13/07/1994      | LSAP  | Santer-Poos II                       |
| |     | Alex Bodry                                     | 13/07/1994      | 07/08/1999      | LSAP  | Santer-Poos III Juncker-Poos I et II |
| |     | Anne Brasseur                                  | 07/08/1999      | 31/07/2004      | DP    | Juncker-Polfer                       |
| |     | Jeannot Krecké                                 | 31/07/2004      | 23/07/2009      | LSAP  | Juncker-Asselborn I                  |
| |     | Romain Schneider                               | 23/07/2009      | 05/12/2018      | LSAP  | Juncker-Asselborn II Bettel I        |
| |     | Dan Kersch (Vice-Premier ministre)             | 05/12/2018      | 05/01/2022      | LSAP  | Bettel II                            |
| |     | Georges Engel                                  | 05/01/2022      | 17/11/2023      | LSAP  | Bettel II                            |
| |     | Georges Mischo                                 | 17/11/2023      | en fonction     | CSV   | Frieden                              |
| Dans l'intervalle entre deux mandats, le ministre sortant assure la gestion des affaires courantes. Titres successifs : - depuis 1999 : Sports |     |                                                |                 |                 |       |                                      |